# Physaria brassicoides
Physaria brassicoides är en korsblommig växtart som beskrevs av Per Axel Rydberg. Physaria brassicoides ingår i släktet Physaria och familjen korsblommiga växter. Inga underarter finns listade i Catalogue of Life.